# 水渠连梁墓地
水渠连梁墓地，位于中华人民共和国青海省西宁市湟中区田家寨鎮泗尔河村，为青海省市县级文物保护单位，公布日期为1983年3月25日，类型为古墓葬。
水渠连梁墓地的历史年代为卡约文化。